# Império Neobabilônico
O Império Neobabilônico, também conhecido como Segundo Império Babilônico (português brasileiro) ou Segundo Império Babilónico (português europeu), e historicamente conhecido como Império Caldeu é a denominação para uma época de 626 a.C. a 539 a.C.,em que os caldeus dominaram a região,  neste tempo governou Nabucodonosor II e outros até sua conquista pelo Império Aquemênida.
Após os caldeus terem derrotado os assírios, a Babilônia passou a ser dominada pelos caldeus. Com a morte do rei assírio Assurbanípal (r. 669–631 a.C.), o governante da Babilônia, Nabopolassar (r. 625–605 a.C.), reafirmou alianças com os povos medos e concretizou a derrota Assíria. Com a destruição de Nínive, surgiu o intitulado Segundo Império Babilônico pois foi o segundo império, após a queda do Império Paleobabilônico que teve como capital, a cidade de Babilônia. Este foi de 604 a 561 a.C.

## História
Nabopolassar (r. 626–605 a.C.) aproveitando-se da morte de Assurbanípal em 631 a.C. e de Candalanu, o rei-títere que governava Babilônia em 627 a.C. se declarou rei de Babilônia. O vazio de poder criado por essas mortes, permitiu-lhe fazer crescer suas forças e adotar uma conduta audaciosa, lançando-se, exitosamente, contra as cidades assírias de Nipur e Uruque. Essas vitórias aumentaram-lhe o prestígio e o poder, abrindo-lhe o caminho para seu reconhecimento como novo rei de Babilônia (626 a.C.).[carece de fontes?]
Mas os assírios mantiveram seu domínio sobre uma parte considerável do território babilônio e a luta continuou por vários anos. Em 616 a.C., Nabopolassar conduziu suas tropas ao longo do rio Tigre e sitiou Assur, porém viu-se obrigado a desistir, em parte devido ao apoio que os assírios receberam do faraó do Egito, Psamético I.[carece de fontes?] Foi então que, em 614 a.C., ele aproximou-se do medos (referidos como umman-manda, nas "Crônicas Babilônicas"), um povo aguerrido, cujo poderio de encontrava em pleno processo de expansão. A aliança formalizou-se em Assur (tomada após três investidas), mediante o casamento do príncipe Nabucodonosor II, filho de Nabopolassar, com uma princesa meda, filha do rei Ciaxares, chamada Amitis.[carece de fontes?] Em 612 a.C., os aliados convergiram sobre Nínive e, após um longo cerco, afinal conquistaram a orgulhosa capital da Assíria. A cidade foi devastada e o rei assírio, Sinsariscum, desapareceu entre as chamas ateadas pelos invasores. Seu sucessor, Assurubalite II, ainda tentou resistir em Harã, com o apoio dos egípcios, mas essa cidade também caiu, três anos depois (609 a.C.). Enfermo e já com avançada idade, Nabopolassar deixou esta vida em agosto de 605 a.C..[carece de fontes?]
O sucessor do rei Nabopolassar, seu filho Nabucodonosor, tentou restaurar a época de Hamurábi. Reconstruiu a cidade da Babilônia, construiu templos para vários deuses, especialmente o de Marduque, e cercou a cidade com uma enorme muralha. Embora o Segundo Império Babilônico tenha perdurado por menos de um século, o filho de Nabopolassar, Nabucodonosor II (r. 605–563 a.C.), transformou a Babilônia num centro cultural e arquitetônico. As conquistas realizadas pela expansão territorial babilônica fizeram com que Nabucodonosor adquirisse imensas riquezas, o que o possibilitou a realização de grandiosas obras arquitetônicas como o zigurate e os Jardins Suspensos da Babilônia.[carece de fontes?] Assim, a cidade da Babilônia retomou seu esplendor e tornou-se o maior centro comercial e cultural do Oriente Médio. A beleza da cidade era famosa, por conta dos chamados Jardins Suspensos da Babilônia, uma das sete maravilhas do mundo antigo. Os jardins foram construídos em terraços superpostos de onde nasciam flores e árvores exóticas.[carece de fontes?]
Evil-Merodaque (r. 562–560 a.C.) introduziu seu reinado na Babilônia logo após a morte do seu pai, Nabucodonosor II, em outubro de 562 a.C. O rei Evil-Merodaque não conseguiu o apoio do seu povo e muito menos da elite babilônica devido a suas políticas domésticas que foram consideradas polêmicas. Eram reformas que foram feitas nas políticas de Nabucodonosor II e essas políticas enfureceram o poderoso clero da Babilônia (sacerdotes do deus Marduque). Em 6 de agosto de 560 a.C., Neriglissar, cunhado do rei Evil-Merodaque e casado com Cassaia, uma de suas irmãs, reuniu nobres descontentes junto a ele e naquele mesmo dia, destronaram o filho de Nabucodonosor II e o assassinaram brutalmente. Amitis da Média fugiu para o Império Medo, onde seu irmão, o rei Astíages, reinava. Neriglissar (r. 560-557 a.C.) introduziu o seu reinado na Babilônia no dia 13 de Agosto de 560 a.C., uma semana após um vácuo de poder. Neriglissar não é lembrado de muita coisa, uma especulação que existe é de que Neriglissar tenha quebrado a aliança entre Império Neobabilônico e o Império Medo após ter assassinado Evil-Merodaque que possuía sangue medo, mas isto não passa de especulações. Neriglissar é lembrado por ter realizado campanhas militares bem sucedidas contra a Cilícia, Fenícia, Anatólia e Ura aproximadamente no seu terceiro ano de reinado (558-557 a.C.). Apuassu, o rei de Pirindu, reuniu um grande exército e partiu para saquear e saquear a Síria. Neriglissar reuniu seu exército e marchou para Hume [Cilícia] para se opor a ele. Mas apesar de seu sucesso, o reinado de Neriglissar foi breve. Os motivos da morte não são muito bem conhecidos, mas sabe-se que ele foi sucedido por seu filho Labasi-Marduque em 556 a.C.
Labasi-Marduque ascendeu ao trono babilônico no ano de 556 a.C., após a morte de seu pai Neriglissar. Ele foi coroado em maio de 556 a.C. porém seu reinado foi breve. O sacerdote Beroso que escreveu 3 livros da história da Babilônia afirmou que Labasi-Marduque foi deposto pelos sacerdotes de Marduque devido a suas "tendências a se endireitar ao caminho do mal". Acredita-se que a mãe do chanceler Nabonido, foi quem organizou a conspiração contra o rei Labasi-Marduque mas devemos lembrar que existem outras teorias de que Belsazar, filho de Nabonido, foi o verdadeiro responsável por tirar Labasi-Marduque do trono e colocar a coroa na cabeça de Nabonido, a versão mais aceita é que Labasi-Marduque teve a garganta cortada por Nabonido numa conspiração palaciana liderada pelo mesmo.
Foi apenas em junho que a morte de Labasi-Marduque foi declarada e Nabonido assumiu o trono oficialmente, por esse motivo, Beroso o atribui 2 meses de reinado. Nabonido (r. 555–539 a.C.) não era um bom governante pois não tinha experiência e nem fora preparado para isso, dessa forma, Nitócris, por ter sangue real e ter um melhor preparo, foi a segunda rainha-reinante de Babilônia, atrás apenas de Semíramis. Nitócris ordenou a construção de uma passagem artificial no centro da cidade de Babilônia, para o melhor trajeto de barcos comerciais que passavam pela grande capital do mundo da época. Nabonido, influenciado pela classe militar, realizou uma nova campanha na Cilícia, como o seu predecessor, Neriglissar. Nabonido logo começou suas reformas religiosas no reino de Babilônia. Ele criou a tríade, uma espécie de trindade entre os deuses, Sim, Samas e Istar (Lua, Sol e Vênus). Consequentemente, a Babilônia, teoricamente pertencendo a Marduque, houve um forte conflito religioso entre o rei Nabonido e seus sacerdotes, de tal forma, que a classe sacerdotal passou a deixar de apoiar Nabonido aos poucos. Dois anos após estes acontecimentos, um golpe no Estado fantoche do reino da Cilícia fez com que Nabonido marcha-se com seu exército para a Cilícia a fim de sufocar a revolta. O objetivo foi feito com sucesso e Nabonido voltou a ser reconhecido, pois, o partido militar apoiou seu reinado até o final. Nabonido já era homem de idade, e não iria conseguir realizar suas responsabilidades como monarca daquela forma, pois, ele havia cerca de 65 anos na época. Por isso, Nabonido, colocou seu filho mais velho, Belsazar, como co-regente na capital aproximadamente em 553 a.C. e juntamente com todo o seu exército enquanto Nabonido se isolou em Taima. Mais 2 anos se passaram desde que Belsazar assumiu o trono, Nabonido, já descansado em Taima, recebeu a notícia de que sua mãe, uma sacerdotisa Assíria, havia morrido. Nabonido viajou de Taima para Sipar onde reparou o templo de Samas, também foi para Ur, onde reparou o tão conhecido, Zigurate de Ur.
Durante seus últimos anos de reinado, Nabonido vendo a oportunidade de tomar terras da média para reformar templos que foram destruídos, apoiou o rei Ciro II da Pérsia na revolta contra o seu suserano, o rei Astíages. Nitócris era a mais sábia, e, vendo que o Império dos Medos, por ser grande, poderia tentar se expandir, e lembrando do destino de Nínive, destruída pelos medos, reformou Babilônia, para se preparar para a defesa.
No seu último ano de reinado, Nabonido guerreou contra os persas e foi mal sucedido na conhecida Batalha de Ópis. Nabonido também realizou um acordo militar com os egípcios, porém, Ciro II dominou a região litorânea o que impossibilitou o contato entre babilônicos e egípcios. Após Ciro ter conquistado Babilônia e assassinado Belsazar, que era o co-regente, Nabonido retornou a Babilônia e lá se rendeu, ele foi deportado e se tornou uma governador de uma das províncias do Império Persa.
O fato de que o nome de Belsazar não se tivesse encontrado em fontes antigas alheias à Bíblia, enquanto Nabonido sempre aparecia como o último rei de Babilônia antes da conquista dos persas, usava-se como um dos mais poderosos argumentos na contramão da historicidade do Livro de Daniel. 

### Declínio
Os refinamentos da cidade da Babilônia transformaram-na numa cidade de corrupção e, pouco a pouco, suas defesas militares foram enfraquecidas. Em 539 a.C., Ciro II, rei da Pérsia, aproveitou-se da decadência moral e militar da grande cidade e atacou-a, tornando impossível qualquer resistência. Os exércitos persas entraram na cidade sitiada sob os aplausos do povo, fato incomum na Antiguidade. A corrupção e as imoralidades vividas na corte de Nabonido, seu último rei, provocaram o descontentamento do povo, o que facilitou ainda mais a conquista persa. Era o fim de mais um império babilônico.[carece de fontes?]